# Pterolophia forbesi
Pterolophia forbesi là một loài bọ cánh cứng trong họ Cerambycidae.